# Döme Sztójay
Döme Sztójay (født 5. januar 1883 i Versec, død 22. august 1946 i Budapest, Ungarn) var en ungarsk politiker. Han var Ungarns statsminister fra 15. marts til den 29. august 1944, hvor han samtidigt bestred posten som udenrigsminister. 
Ved Tyskland besættelse af Ungarn 15. marts 1944 blev Miklós Horthy tvunget til at udnævne Sztójay til statsminister. Sammen med László Baky og László Endre organiserede Sztójay deportationen af Ungarns jøder til de nazistiske interneringslejer. På under to måneder mellem den 14. maj og den 8. juli blev 437.402 jøder deporteret fra Ungarn til Auschwitz.
Ved 2. verdenskrigs afslutning flygtede Sztójay til Tyskland, men han blev senere udleveret af De Allierede til Ungarn for at blive stillet for en folkedomstol. Sztójay blev dødsdømt for forbrydelser mod menneskeheden og blev henrettet ved skydning i august 1946.